# Коммуна (спасательное судно)
«Комму́на» (до 1922 года — «Во́лхов») — морское судно обеспечения Военно-морского флота Российской Федерации (ВМФ России), спасатель подводных лодок, по конструкции — катамаран. Старейшее судно ВМФ России и старейшее в мире судно, фактически находящееся на вооружении и выполняющее боевые задачи.
По состоянию на 2023 год находится в составе Черноморского флота. Прошло модернизацию, оборудовано подводным роботом Saab Seaeye Panther Plus.

## История

### Строительство и первые годы
Идею строительства специализированного спасательного судна для нужд подводников подал в июне 1909 года командир подводной лодки «Кефаль» Сибирской флотилии В. А. Меркушов. В своей докладной записке он в качестве примера ссылался на немецкое судно «Вулкан», характеристики которого ему стали известны ранее, во время службы на Балтике, из литературы и от офицеров принимавших подводные лодки типа «Карп» на немецкой верфи Germaniawerft в Киле.
 Идею заметили, и к 1911 году на Путиловском заводе разработали проект, который оказался лучшим из представленных на конкурс. 5 мая 1912 года c Обществом Путиловских заводов был подписан контракт на строительство судна.
Корабль был заложен 12 ноября 1912 года.
Крёстной матерью стала третья дочь императора Николая II великая княжна Мария Николаевна. 17 ноября 1913 года она разбила о борт судна бутылку шампанского и дала ему имя «Волхов» (устар. «Волховъ»), по основной версии — в честь новгородской реки, по другой — в честь библейских волхвов.
14 июля 1915 года на построенном на Путиловской верфи судне был поднят Андреевский флаг и оно вошло в состав Российского императорского флота.
В некоторых источниках утверждается, что при строительстве использовалась особая ковкая корабельная сталь, прозванная «путиловской», метод изготовления которой впоследствии якобы был утрачен, и что именно благодаря этой стали даже через сто лет после спуска на воду корпусные конструкции корабля находятся в отличном состоянии. Однако по данным специалистов Российского государственного архива военно-морского флота (РГА ВМФ), данные утверждения не имеют никаких оснований. В процессе строительства «Волхова» использовалась стандартная на то время сименс-мартеновская сталь (сегодня принято называть её просто мартеновской, хотя процесс получения данного типа литой стали был предложен Сименсом и Мартеном). В результате проведённых экспертами Роскосмоса исследований было установлено, что с большой долей вероятности, высокие антикоррозионные свойства стали корпуса «Волхова» были получены в результате её воронения в ходе строительства судна.
Первым местом базирования судна стал Ревель, где «Волхов» использовался как плавучая база подводных лодок Балтийского флота, транспортируя до 10 запасных торпед, 50 тонн топлива, а также предоставляя каюты для размещения до 60 подводников.
Впервые «Волхов» как спасательное судно был применён 9—16 июня 1917 года при подъёме затонувшей подводной лодки АГ-15 (проекта «Американский Голланд») у Аландских островов. Этот эпизод позже вошёл в повесть «Подводники» А. С. Новикова-Прибоя, а «Волхов» в ней описан под именем «Мудрец»:
Куда-то уходит, огибая мол, «Мудрец». Это — двойное судно, похожее издали на железный мост с двумя быками. На нем имеются подводные краны мощной силы. Оно появилось на божий свет только во время войны и приспособлено исключительно для того, чтобы спасать погибшие подводные лодки. «Мудрец» выходит на большой рейд и продолжает свой путь дальше. Я провожаю его глазами, а в голове возникает тоскливая догадка, что где-то в море произошло несчастье.А. С. Новиков-Прибой «Подводники».
С 4 сентября 1917 года — флагманский корабль Дивизии подводных лодок Балтийского флота.
24 сентября (7 октября) 1917 года спасательным судном «Волхов» с глубины 13,5 метра была успешно поднята затонувшая при навигационной аварии подводная лодка «Единорог» (типа «Барс»).

### Советский период
При подходе германских войск к Ревелю 22—23 февраля 1918 года корабль перешёл из Ревеля в Гельсингфорс, но из-за некомплекта команды (на борту оставалось лишь 13 матросов) и отсутствия топлива он не смог уйти в Кронштадт в ходе Ледового похода Балтийского флота и был интернирован немцами. После советско-германских переговоров немцы согласились передать РСФСР часть интернированных кораблей и 11—12 мая 1918 года «Волхов» перешёл в Кронштадт. 15 мая официально включён в состав Морских сил Балтийского моря. Во время гражданской войны корабль базировался в Петрограде, большей частью обеспечивая ремонт подводных лодок. Кораблём были подняты затонувшие в результате навигационных аварий подводные лодки «Тигр» (1919) и «Угорь» (16.05.1920).
31 декабря 1922 года судно «Волхов» было переименовано в «Коммуну». В 1922—1923 годах корабль прошёл заводской ремонт. 20 июля 1923 года при спасении севшего на камни сторожевого пограничного суда «Кобчик» в проливе Хайлода «Коммуна» ударилась об него корпусом и получила пробоину, после срочного ремонта она вернулась к месту спасательной операции и 30—31 августа сняла «Кобчик» с камней, затем доставив в Кронштадт. В 1923—1925 годах был произведён восстановительный ремонт корабля. И вновь «Коммуна» обеспечивала работу балтийских подводных лодок, периодически прерываемую для участия в спасательных операциях и подъёмах затонувших кораблей.
В 1928 году «Коммуной» (командир — С. И. Рябков) была поднята со дна Финского залива британская подводная лодка HMS L55, погибшая на минах в 1919 году.
В декабре 1932 года при участии «Коммуны» был снят с мели у Толбухина маяка эсминец «Энгельс».
В 1932 году «Коммуна» обнаружила, а в апреле — июне 1933 года подняла с глубины 84 метра затонувшую в 1931 году подводную лодку «Рабочий» (Б-9), причём в процессе поисков был также обнаружен броненосец «Русалка», пропавший без вести в море ещё в 1893 году, и лишь позднее всего в нескольких десятках метров от «Русалки» обнаружили и искомую лодку. Военный моряк и писатель Константин Золотовский, в 1930-е годы работавший в ЭПРОНе, посвятил поискам «Рабочего» и находке «Русалки» рассказ «Девятка» из сборника рассказов «Рыба-одеяло».
И сразу заработали лебедки на «Коммуне», специальном судне для подъема лодок. Пришли в движение мощные гини. Многострунные тросы, продетые под днище «Девятки», вздрогнули и, натянувшись, медленно поползли вверх. Высокая многоэтажная «Коммуна» огрузла и глубоко вдавилась в воду.
— Вира сильней! — повторил боцман.
«Коммуна» задрожала и подпрыгнула. Это «Девятка» оторвалась от грунта.

Водолазы придвинулись к борту. Наконец под водой, отливая сталью, мелькнула большая сигарообразная тень. Еще не веря своим глазам, смотрели они сквозь воду на ржавую спину лодки, на погнутый конец перископа, на тросы — на все то, что они не раз освещали в глубине Балтики своими тусклыми лампочками. Дружное «ура» раскатилось по морскому простору и эхом отдалось в далеких берегах.К. Д. Золотовский «Рыба-одеяло».
В последующие годы на счету «Коммуны» подъём затонувшего катера морской пограничной охраны ОГПУ (11.10.1934), буксира КП-7 (28.10.1934), затонувшей после столкновения с линкором «Марат» подводной лодки Б-3 (2.08.1935), гидрографического судна «Азимут» (1.09.1938), подводной лодки М-90 (16.11.1938), снятие с мели ПЛ Щ-324 (28.10.1939), подъём торпедного катера (8.11.1939). Кроме того, «Коммуна» привлекалась также к обеспечению многочисленных испытательных погружений подводных лодок.
С 1936 по 1938 года «Коммуна» прошла средний ремонт, но и он прерывался участием в снятии с камней эсминца «Карл Маркс» в Копорском заливе в конце 1937 года.
Во время советско-финской войны «Коммуна» базировалась в Таллине и в качестве плавбазы обеспечивала боевые действия подводных лодок. При одном из переходов в Финском заливе 22 декабря 1939 года экипаж «Коммуны» обнаружил и спас потерпевший аварию при вынужденном приводнении гидросамолёт МБР-2 и его экипаж. Тогда же «Коммуна» впервые за свою историю получила вооружение — на ней была установлена зенитная счетверённая пулемётная установка М-4.
В годы Великой Отечественной войны судно служило в составе Балтийского флота, будучи переведённым 1 июля 1941 года из Таллина в Кронштадт, а позднее оттуда в Ленинград. Судно обеспечивало ремонт подлодок, в том числе докование субмарин типа «Малютка». За 1942 год кораблём подняты со дна Невы 10 судов и 1 катер, оказана помощь ряду повреждённых кораблей, включая линкор «Октябрьская революция». В 1943 году поднят буксир «Иванов» и один самолёт, отремонтированы сторожевой корабль и два тральщика. Сформированные и обученные на судне водолазно-спасательные команды поднимали затонувшие на переправах танки, грузовики на «Дороге жизни» и т. д.
Сама «Коммуна» получила 29 осколочных повреждений от близкого разрыва немецкой авиабомбы при авианалёте 18 октября 1941 года. Более значительными оказались повреждения от прямого попадания немецкого крупнокалиберного артиллерийского снаряда в одну из ферм «Коммуны» 25 апреля 1942 года, при попытке уничтожения кораблей Балтийского флота во время операции «Гёц фон Берлихинген»: были перебиты несколько балок и судоподъемных тросов, повреждена несущая ферма. Ремонт был завершён к началу июня того же года.
С началом общего наступления советских войск в 1944 году интенсивность работы «Коммуны» возросла: до конца года её экипаж поднял со дня 11 кораблей и судов (включая подводные лодки Л-1 и Щ-323), выполнил ремонт и оказал помощь 34 кораблям. Ещё более востребованным оказался корабль в 1945 году и в первые послевоенные годы: количество мешавших судоходству потопленных в войну плавсредств на Балтике исчислялось сотнями.
Только в 1950—1951 годах на «Коммуне» был произведён первый капитальный ремонт, который производили на судоремонтном заводе фирмы De Shelde Yard в Бельгии.
29 ноября 1956 года судном с глубины 45 метров была поднята протараненная эсминцем «Статный» подводная лодка М-200 «Месть», в октябре 1957 года с глубины 73 метра была поднята подводная лодка М-256, в августе 1959 года с глубины 22 метра поднят торпедный катер.
В 1967 году «Коммуна» была передислоцирована из Кронштадта в Севастополь. Мотивом такого решения стало увеличение габаритов новых подводных лодок, ввиду чего поднимать их «Коммуна» уже не могла, а на Чёрном море её было решено использовать для работы с глубоководными флотскими подводными аппаратами.
В 1973 году переоборудовано в носитель подводных аппаратов. Оснащено аппаратом (автономным снарядом) АС-6 типа «Поиск-2» проекта 1832.
В 1977 году «Коммуна» занималась подъёмом со дна потерпевшего крушение самолёта Су-24.
В 1984 году были планы по передаче судна в ведение Академии наук СССР, однако они не были осуществлены, и «Коммуна» была переоборудована для выполнения первоначальных функций судна-спасателя.

### Российская Федерация
17 ноября 2013 года исполнилось 100 лет со дня спуска судна на воду. 14 июля 2015 года в Севастополе торжественно отметили вековой юбилей со дня подъёма Андреевского флага на уникальном судне-спасателе.
В 2016 году на время ремонта СС «Саяны», оборудовано спасательным глубоководным аппаратом АС-28 (проекта 1855 «Приз»).
В 2022 году «Коммуна» обследовала место гибели крейсера «Москва».
21 апреля 2024 корабль предположительно был повреждён в результате ракетной атаки по Севастопольской бухте, на корабле возник пожар. Опубликованные спутниковые снимки не подтвердили повреждение корабля.

### Комментарии
1. ↑  Фрегат USS Constitution, спущенный на воду в 1797 году, до сих пор находится на плаву и числится в боевом составе Военно-морских сил США, но в бою он в последний раз участвовал в 1814 году. Парагвайский артиллерийский катер P 01 Capitán Cabral, спущенный на воду в 1908 году, используется преимущественно в качестве стационера на реке Парана.